# Archontophoenix cunninghamiana
Archontophoenix cunninghamiana är en enhjärtbladig växtart som först beskrevs av Hermann Wendland, och fick sitt nu gällande namn av Hermann Wendland och Carl Georg Oscar Drude. Archontophoenix cunninghamiana ingår i släktet Archontophoenix och familjen Arecaceae. Inga underarter finns listade i Catalogue of Life.

## Bildgalleri

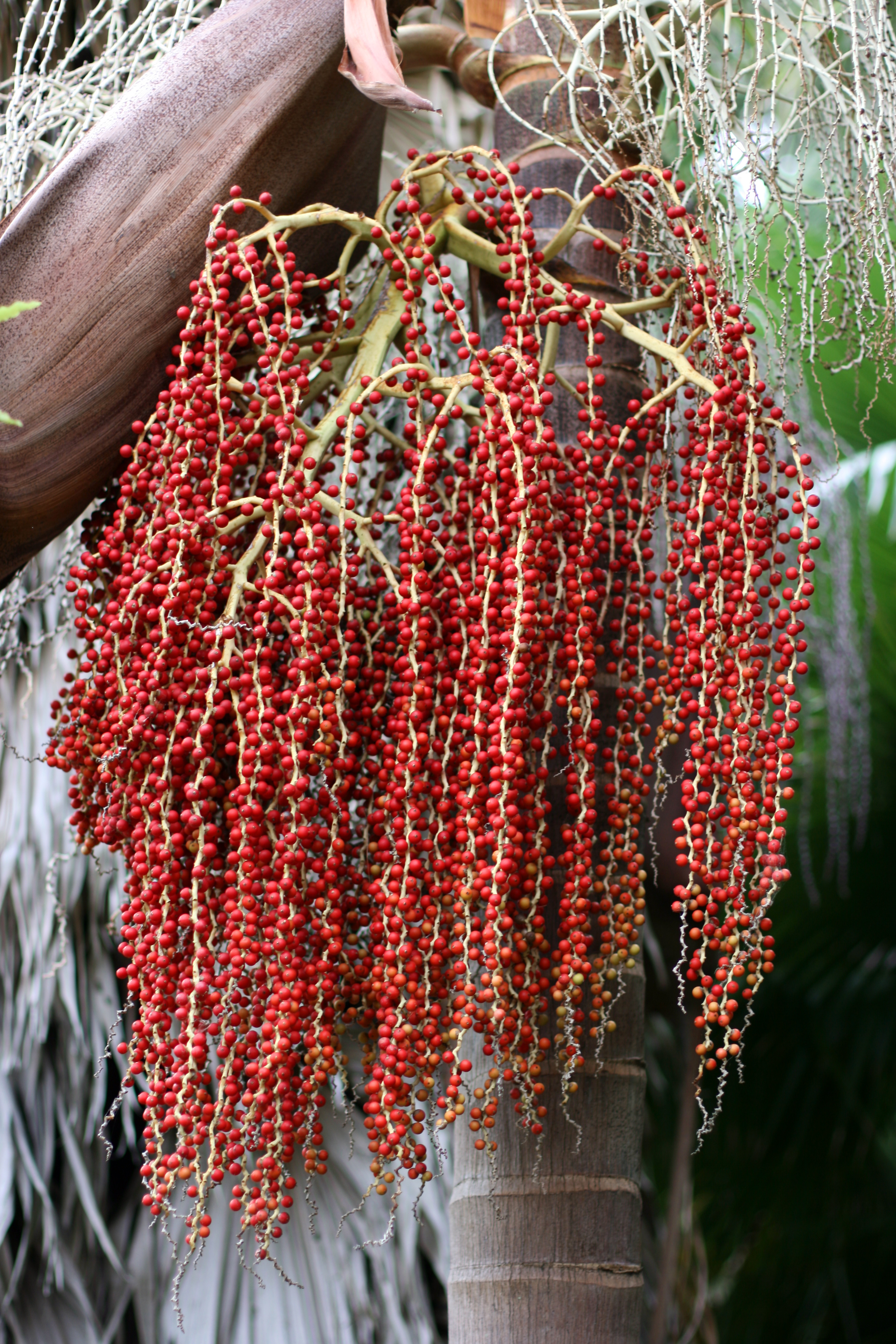